# Seahouses
Seahouses – wieś w Anglii, w hrabstwie Northumberland. Leży 68 km na północ od miasta Newcastle upon Tyne i 464 km na północ od Londynu. Miejscowość liczy 1803 mieszkańców.